# Abzac (Charente)
Abzac (okzitanisch Azac) ist ein Ort und eine Gemeinde mit 513 Einwohnern (Stand 1. Januar 2022) im westfranzösischen Département Charente in der Region Nouvelle-Aquitaine. Die Gemeinde besteht aus mehreren Weilern und Einzelgehöften.

## Lage
Der Ort Abzac liegt etwa einen Kilometer östlich des Flusses Vienne in einer Höhe von etwa 190 m ü. d. M. im äußersten Nordosten des Départements in der alten Kulturlandschaft des Angoumois, einem Teil der Landschaft der Charente. Die Entfernung von Angoulême beträgt ungefähr 75 km (Fahrtstrecke) in nordöstlicher Richtung; die Stadt Limoges ist nur rund 60 km in südöstlicher Richtung entfernt.

## Bevölkerungsentwicklung
| Jahr      | 1800 | 1851 | 1901 | 1954 | 1999 | 2013 |
| Einwohner | 810  | 1201 | 1280 | 950  | 544  | 484  |

Der kontinuierliche Rückgang der Bevölkerungszahlen im 20. Jahrhundert ist im Wesentlichen auf die Reblauskrise im Weinbau und die zunehmende Mechanisierung der Landwirtschaft zurückzuführen.

## Wirtschaft
Der Ort und seine Umgebung waren jahrhundertelang landwirtschaftlich geprägt; die meisten Menschen lebten als Selbstversorger; im Ort selbst gab es aber auch Handwerker, Kleinhändler und Dienstleister. Im ausgehenden Mittelalter und in der frühen Neuzeit wurde der Weinbau vorangetrieben, der jedoch – nach der Reblauskrise im ausgehenden 19. und beginnenden 20. Jahrhundert – nahezu eingestellt wurde. Zu Beginn des 20. Jahrhunderts entstanden mehrere Ziegeleien (tuileries), von denen nur noch eine existiert. Seit den 1960er Jahren spielt der Tourismus in Form der Vermietung von Ferienwohnungen (gîtes) eine nicht unbedeutende Rolle im Wirtschaftsleben der Gemeinde.

## Geschichte
Die Anwesenheit des frühen Menschen auf dem heutigen Gebiet der Gemeinde ist durch Kleinfunde bezeugt. Im Mittelalter war Abzac wegen seiner Bedeutung als Wallfahrtsort ein Pfarr-Priorat des Bistums Limoges, das der rund zehn Kilometer südöstlich gelegenen Abtei von Lesterps unterstellt war; hier wurden die Reliquien der hll. Lucius und Emeritus verehrt. Für das Hochmittelalter, die Zeit des Hundertjährigen Krieges (1337–1453) und der Hugenottenkriege (1562–1598) fehlen die Quellen. Im Zuge der Französischen Revolution (1801) kam der Ort zum Bistum Angoulême.

## Sehenswürdigkeiten

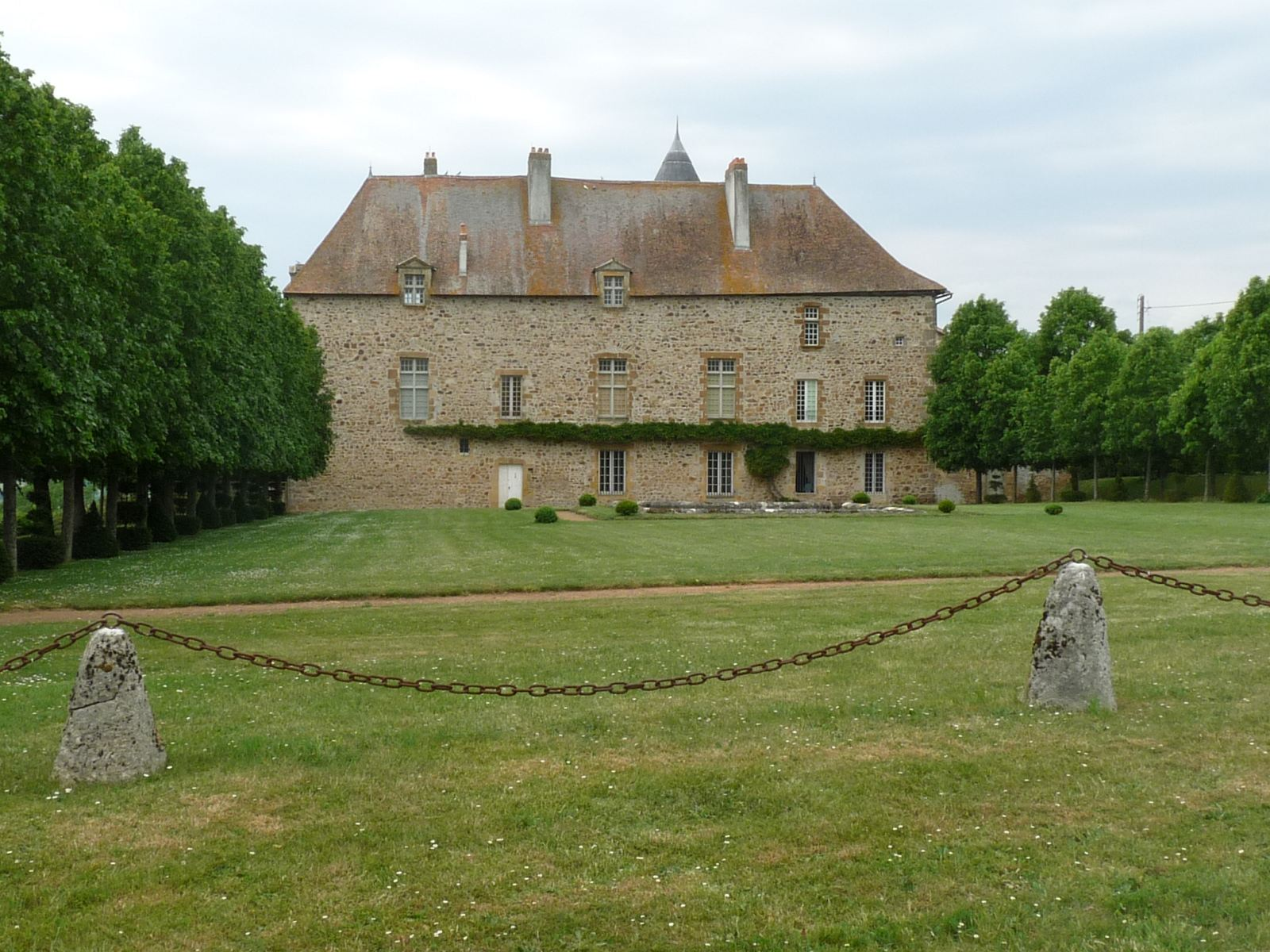
Château de Serre

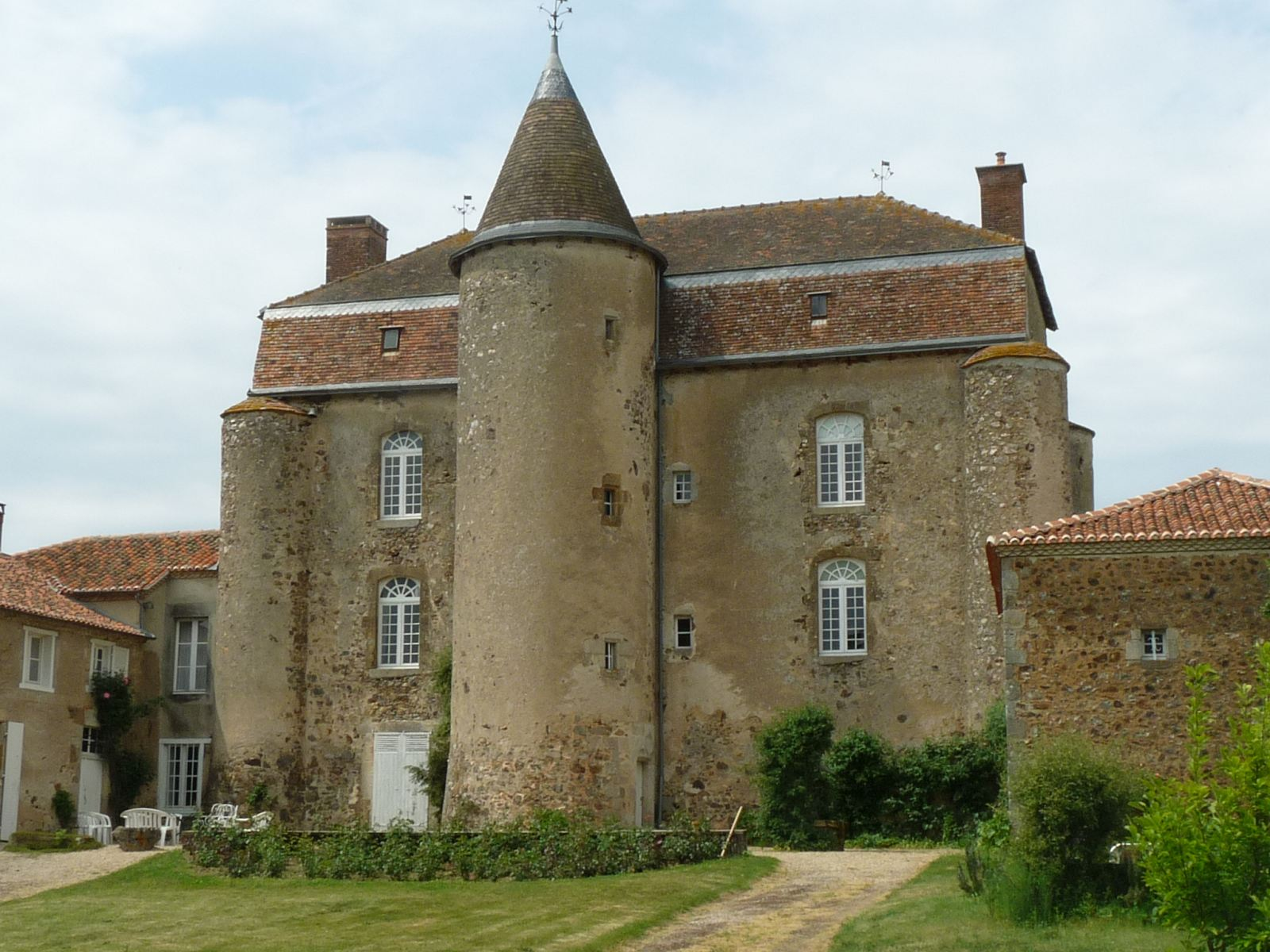
Château de Fayolle

- Die ehemalige Prioratskirche und heutige Pfarrkirche Saint-Sulpice steht in der Ortsmitte; es ist ein schmuckloser Bau des 13. Jahrhunderts mit zahlreichen späteren Veränderungen. Das Kirchenschiff ist nicht (mehr) eingewölbt, sondern wird von einem offenen hölzernen Dachstuhl überspannt. Die Reliquien der beiden Heiligen Lucius und Emeritus werden alle sieben Jahre in der Zeit von Ostermontag bis Pfingstmontag präsentiert.
- Die Markthalle (halle) bildete jahrhundertelang das wirtschaftliche und kulturelle Zentrum des Ortes. Ihr Dach ruht auf 28 Holzstützen.
- Etwa einen Kilometer nördlich des Ortes (46° 6′ 32″ N, 0° 42′ 10″ O) und das Tal der Vienne dominierend steht das Château de Serre, ein zweiflügeliger und zweigeschossiger Bau aus Bruchsteinen mit innenliegendem Treppenturm aus der Zeit um 1500 mit späteren Veränderungen. Es befindet sich in Privatbesitz und wurde im Jahr 1988 als Monument historique[2] anerkannt.
- Das rund eineinhalb südwestlich des Ortes gelegene Château de Fayolle (46° 5′ 49″ N, 0° 41′ 40″ O) zeigt eine ähnliche, aber dreigeschossige Bauweise mit einem mittig vorgesetzten Treppenturm und vier reduzierten Eckrundtürmen.